# Julia Dimashqiya
Julia Dimashqiya, född 1888, död 1954, var en libanesisk feminist. 
Hon grundande föreningen Jam'iyyat al-Sayyidat (Ladies' Society), vars syfte var att ena syriska kvinnor oavsett deras religion. Hon grundade också dess kanske mer berömda organ, kvinnotidningen al-Mar'a al-jadida (The New Woman) vars redaktör hon var 1921-1928.  